# Fútbol Club Juárez
Il Fútbol Club Juárez è una società calcistica messicana con sede nella città di Ciudad Juárez, nello stato del Chihuahua. Milita nella 
Primera División, il massimo livello del campionato messicano di calcio.

## Storia

### Fondazione
La società è stata fondata il 29 maggio 2015 da un gruppo di imprenditori guidato da Alejandra de la Vega per restituire alla città un club professionistico dopo il fallimento nel 2011 dell'Indios de Ciudad Juárez.

### Ascenso MX
Il 29 maggio 2015 venne approvata l'estensione dei posti disponibili per la Liga de Ascenso, permettendo l'ingresso alla squadra di Ciudad Juárez ed ai Cimarrones.
Il 5 giugno venne annunciato Sergio Orduña come tecnico della squadra, mentre sei giorni dopo vennero messi sotto contratto 22 giocatori, di fronte all'inizio del torneo di Apertura 2015. Il 14 luglio avvenne la presentazione ufficiale della squadra dove venne scelto il nuovo logo, fu annunciato che il nome ufficiale sarebbe rimasto FC Juárez ed il soprannome sarebbe stato Braves.
La prima stagione in seconda divisione andò oltre le aspettative ed il club trionfò nel torneo di Apertura 2015 battendo in finale l'Atlante per 3-1 nel doppio confronto, mancando però la promozione in massima divisione causa la sconfitta contro il Necaxa nello spareggio contro il vincitore del torneo di Clausura.
Negli anni seguenti raggiunse due finali di campionato, precisamente nella Clausura 2017 dove fu sconfitto per 4-2 dal Lobos BUAP e nel torneo seguente, l'Apertura 2017, perdendo per mano dell'Oaxaca vittorioso ai calci di rigore.

### Primera División
L'11 luglio 2019 i proprietari del club acquistarono il franchising dei Lobos BUAP garantendosi una posizione in Primera División a partire dalla stagione 2019-2020.

## Organico

### Rosa 2024-2025
Aggiornata al 26 ottobre 2024.
| N. |                     | Ruolo | Calciatore          |
| -- | ------------------- | ----- | ------------------- |
| 1  | Messico (bandiera)  | P     | Alfredo Talavera    |
| 3  | Colombia (bandiera) | D     | Moisés Mosquera     |
| 4  | Messico (bandiera)  | D     | José Abella         |
| 5  | Messico (bandiera)  | C     | Denzell García      |
| 6  | Messico (bandiera)  | C     | Javier Salas        |
| 7  | Colombia (bandiera) | C     | Diego Valoyes       |
| 10 | Messico (bandiera)  | D     | Dieter Villalpando  |
| 11 | Brasile (bandiera)  | A     | Guilherme Castilho  |
| 12 | Messico (bandiera)  | P     | Arturo Delgado      |
| 13 | Panama (bandiera)   | C     | José Luis Rodríguez |
| 14 | Nigeria (bandiera)  | C     | Saminu Abdullahi    |
| 17 | Uruguay (bandiera)  | C     | Manuel Castro       |
| 18 | Colombia (bandiera) | C     | Avilés Hurtado      |
| 19 | Colombia (bandiera) | A     | Óscar Estupiñán     |
| 20 | Messico (bandiera)  | C     | Jairo Torres        |

| N. |                        | Ruolo | Calciatore        |
| -- | ---------------------- | ----- | ----------------- |
| 21 | Messico (bandiera)     | C     | César López       |
| 22 | Stati Uniti (bandiera) | C     | Alexis Méndez     |
| 23 | Stati Uniti (bandiera) | C     | Sebastian Saucedo |
| 24 | Messico (bandiera)     | D     | Haret Ortega      |
| 25 | Messico (bandiera)     | C     | Jonathan González |
| 26 | Messico (bandiera)     | D     | José García       |
| 27 | Messico (bandiera)     | C     | Diego Campillo    |
| 28 | Stati Uniti (bandiera) | D     | Christian Franco  |
| 29 | Messico (bandiera)     | A     | Ángel Zaldívar    |
| 30 | Messico (bandiera)     | A     | Jesús Venegas     |
| 31 | Stati Uniti (bandiera) | P     | Benny Díaz        |
| 32 | Messico (bandiera)     | D     | Bryan Romero      |
| 33 | Messico (bandiera)     | D     | Francisco Nevárez |
| 34 | Stati Uniti (bandiera) | D     | Ralph Orquin      |
| 72 | Messico (bandiera)     | D     | Carlos Salcedo    |

## Palmarès

### Competizioni nazionali
- Campionato messicano di seconda divisione: 1

2015 (A)

### Altri piazzamenti
- Coppa del Messico:

Finalista: Clausura 2019
- Campionato messicano di seconda divisione:

Finalista: 2017 (C), 2017 (A)
- Campeón de Ascenso:

Finalista: 2015-2016